# Stenarella tripartita
Stenarella tripartita là một loài tò vò trong họ Ichneumonidae.